# Santiago de Cuba

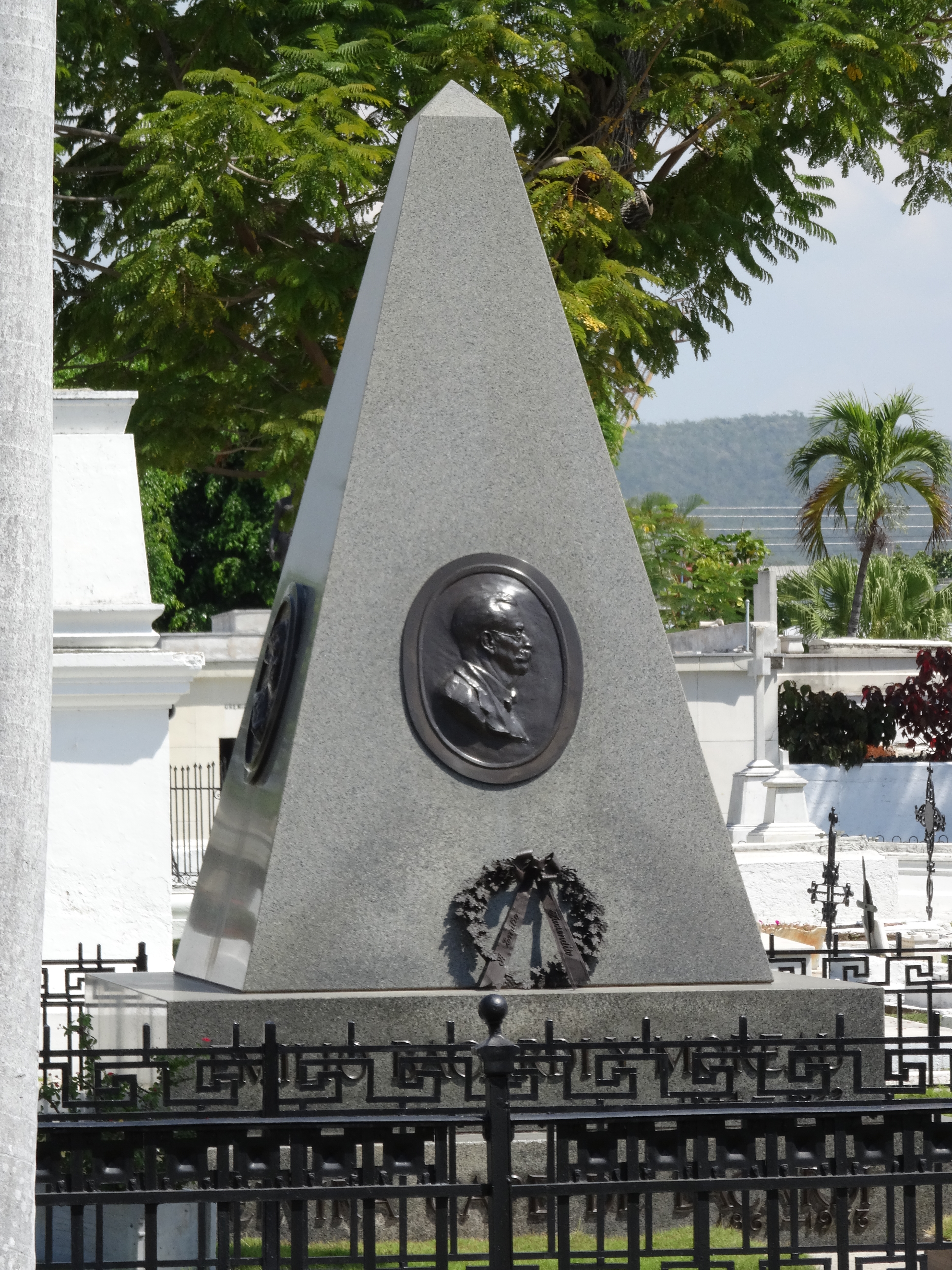
Grobowiec rodziny Bacardi w Santiago de Cuba

Santiago de Cuba – miasto i port w południowo-wschodniej Kubie, drugie co do wielkości w kraju, położone nad zatoką Morza Karaibskiego.
Jest stolicą administracyjną prowincji Santiago de Cuba. Siedziba rzymskokatolickiej archidiecezji.
Santiago de Cuba założone zostało przez hiszpańskiego konkwistadora Diego Velázquez de Cuéllara 28 czerwca 1514 roku. W latach 1522–1589 Santiago była stolicą hiszpańskiej kolonii Kuba. W 1898 o miasto toczyły się walki podczas wojny amerykańsko-hiszpańskiej, a przed miastem rozegrała się bitwa morska pod Santiago de Cuba.
Santiago de Cuba to główny ośrodek gospodarczy i kulturalno-naukowy wschodniej części Kuby. W mieście znajduje się m.in. uniwersytet i Muzeum Miejskie Emilia Bacardíego Moreau.

## Gospodarka
Przemysł:
- tytoniowy
- cukrowniczy
- włokienniczy
- drzewny

Ośrodek górniczy - rudy żelaza i manganu.
Ważny port morski.

## Transport
- Port lotniczy Antonio Maceo

## Zabytki
Zabytki z okresu kolonialnego, na południowych przedmieściach twierdza Castillo de San Pedro de la Roca, wpisana na listę światowego dziedzictwa UNESCO.

## Osoby związane z miastem
- Emilio Correa (1953-), bokser, mistrz olimpijski z 1972 roku, urodził się w Santiago de Cuba;
- Daniel Núñez (1958-), sztangista, mistrz olimpijski z 1980 roku;

## Miasta partnerskie
- Cartagena, Kolumbia
- Esmeraldas, Ekwador
- Estación Central, Chile
- Lizbona, Portugalia
- Maracaibo, Wenezuela
- Maracay, Wenezuela
- Montego Bay, Jamajka
- Nocoya, Kostaryka
- Oakland, Stany Zjednoczone
- Querétaro, Meksyk
- Rosario, Argentyna
- Sabaneta, Wenezuela
- Santiago, Meksyk
- Santiago de Compostela, Hiszpania
- Santiago de los Caballeros, Dominikana
- Teror, Hiszpania
- Palermo, Włochy